# Impaled Nazarene
Impaled Nazarene är ett finskt band som grundades år 1990 i Uleåborg och spelar extrem musik med starka influenser ifrån bland annat black metal, thrash metal och punk.

## Medlemmar
Nuvarande medlemmar
- Sluti666 (Mika Luttinen) – sång (1990– )
- Repe Misanthrope (Reima Kellokoski) – trummor (1995– )
- Arc v 666 (Mikael Arnkil) – basgitarr (2000– )
- Tomi "UG" Ullgrén – gitarr (2007– )

Tidigare medlemmar
- Antti Pihkala – basgitarr (1990–1991)
- Kimmo "Sir" Luttinen – trummor (1990–1995), gitarr (1992–1995)
- Ari Holappa – gitarr (1990–1992)
- Mika Pääkkö – gitarr (1990–1992)
- Harri Halonen – basgitarr (1991–1992)
- Taneli Jarva – basgitarr (1992–1996)
- Onraj 9mm (Jarno Anttila) – gitarr (1992–2010)
- Jani Lehtosaari – basgitarr (1996–2000)
- Wildchild (Alexi Laiho) – gitarr (1998–2000)
- Teemu "Somnium" Raimoranta – gitarr (2001–2003; död 2003)
- Tuomio (Tuomo Louhio) – gitarr (2003–2007)

Turnerande medlemmar
- Mikko Laurila – basgitarr (1995)
- Tomi Ullgrén – gitarr (2000–2001, 2003, 2006)

## Diskografi
Demo
- Shemhamforash (1991)
- Taog Eht Fo Htao Eht (1991)

Studioalbum
- Tol Cormpt Norz Norz Norz  (1992)
- Ugra-Karma  (1993)
- Suomi Finland Perkele  (1994)
- Latex Cult  (1996)
- Rapture  (1998)
- Nihil  (1999)
- Absence of War Does Not Mean Peace  (2001)
- All That You Fear  (2003)
- Pro Patria Finlandia  (2006)
- Manifest  (2007)
- Road to the Octagon  (2010)
- Vigorous and Liberating Death (2014)

Livealbum
- Death Comes in 26 Carefully Selected Pieces  (2005)

EP
- Goat Perversion  (1992)
- Motörpenis  (1996)
- Impaled Nazarene / Driller Killer  (2000) (delad EP)
- Enlightenment Process (2010)
- Morbid Fate (2017)

Singlar
- "Satanic Masowhore"  (1991)
- "Sadogoat"  (1993)
- "Enlightenment Process"  (2010)
- "Die in Holland" (2013)

Samlingsalbum
- Decade of Decadence  (2000)

Video
- 1999: Karmageddon Warriors (VHS) (1996)
- 1990-2012 (DVD) (2012)